# 브레이크비트
브레이크비트(Breakbeat)는 샘플러 또는 편집 소프트웨어 등을 사용하여 드럼 연주의 프레이즈를 분해하고 시퀀서에서 다시 조립하는 음악 제작 방법이자 그 방법을 동반한 음악 장르이다.

## 저명한 브레이크비트 아티스트
- 아먼드 밴 헬든
- 팻보이 슬림
- 케미컬 브라더스
- 프로디지

## 같이 보기
- 빅 비트
- 브레이크댄스
- 브레이크스텝